# Anita Arya
Anita Arya (Agra, 26 de janeiro de 1963) é uma ex-membra do Lok Sabha. Ela é líder do Partido do Povo Indiano. Ela representou Karol Bagh, Deli no 13º Lok Sabha. Ela também foi prefeita de Deli em 1999.

## Biografia e educação
Anita Arya, filha de Kundan Lal Nimal e Premwati, nasceu em 26 de janeiro de 1963, em Agra, Uttar Pradesh. Ela foi para Smt. Singhuri Bal Girls Intermediate College, em Agra, para sua 10ª a 12ª educação padrão.
Ela recebeu seu bacharelado, mestrado e doutorado da Agra College, em Agra (Uttar Pradesh). Ela recebeu seu diploma de bacharel em medicina pela Universidade Maharshi Dayanand, em Rohtak (Haryana). Sua tese de doutorado foi intitulada "Sir Jadunath Sarkar - Sua biografia e contribuições para a história indiana medieval".

## Carreira

### Deli
De fevereiro de 1997 a outubro de 1999, Arya atuou como conselheira municipal em Nova Deli. Ela também atuou como prefeita de Deli por um curto período de abril a outubro de 1999, onde também continuou na Corporação Municipal como vice-presidente do Comitê de Educação.
Durante seu período como prefeita, trabalhou na criação de melhores condições de higiene e na redução da poluição. Ela também criou melhores instalações educacionais em escolas administradas pelo governo e programas especiais de saúde para mulheres e crianças.

### Lok Sabha
Em 1999, foi eleita para o 13º Lok Sabha do grupo constituinte Karol Bagh Lok Sabha. Karol Bagh, sendo o único círculo eleitoral reservado em Deli, enfrentou Meira Kumar, outra mulher Dalit que já havia vencido o grupo constituinte.
Dizem que seus apoiadores cantaram: "Aí vem a Filha dos Dalits!" durante sua campanha.

### Comitês
De 1999 a 2000, atuou no Comitê de Ferrovias. De 2000 a 2001, atuou no Comitê de Empoderamento das Mulheres. De 2000 a 2004, foi membra do Comitê Consultivo do Ministério de Minas e Minerais.

## Controvérsias
Em 2001, o ministro da União, Shanta Kumar, fez comentários casteístas contra o ex-presidente Bangaru Laxman. Anita Arya, juntamente com Ram Nath Kovind e Ashok Pradhan, se reuniram com a presidente do Partido do Povo Indiano, K. Jana Krishnamurthy, para exigir uma ação contra Kumar, por ferir os sentimentos dos Dalits e potencialmente perder um bloco de votos dos Dalits.

## Funções atuais
Anita Arya é apenas uma das oito mulheres dos membros executivos nacionais do Partido do Povo Indiano.
Ela também escreveu um volume de três livros intitulados "Indian Women", os volumes são "Society and Law", "Education and Empowerment" e "Work and Development".
Ela também é uma membra não oficial do Conselho Municipal de Nova Deli.

## Vida Pessoal
Anita Arya se casou em 1990 com Parveen Chandra Arya. Ela tem dois filhos.
Seus hobbies incluem a leitura de livros ou revistas relacionadas à política ou religião. Ela também gosta de cozinhar, assistir filmes e ouvir o público.